# Macalister River
Macalister River är ett vattendrag i Australien. Det ligger i delstaten Victoria, omkring 180 kilometer öster om delstatshuvudstaden Melbourne.
Trakten runt Macalister River består till största delen av jordbruksmark. Runt Macalister River är det glesbefolkat, med 20 invånare per kvadratkilometer. Genomsnittlig årsnederbörd är 803 millimeter. Den regnigaste månaden är juni, med i genomsnitt 162 mm nederbörd, och den torraste är juli, med 25 mm nederbörd.